# Вилането (Потенца)
Вилането (итал. Villaneto) је насеље у Италији у округу Потенца, региону Базиликата.
Према процени из 2011. у насељу је живело 78 становника. Насеље се налази на надморској висини од 857 м.